# Уесуґі Норімаса
Уесуґі Норімаса (1523 — 13 квітня 1579) — 26-й канто-канрей (головний радник канто-кубо й фактичний намісник сьогуна в регіоні Канто) у 1531—1561 роках, даймьо.

## Життєпис
Походив з роду Яманоуті, гілки впливового самурайського клану Уесуґі. Молодший син канто канрей Уесуґі Норіфуса. Народився у 1523 році. У квітні 1525 року після смерті батька владу над родом успадковував названий син останнього — Уесуґі Норіхіро, який також отримав посаду канто канрей, яка ставала все більш номінальною. Уесуґі Норімаса, що відрізнявся жагою до влади та непримиримим характером став плести проти Норіхіро інтриги. У 1531 році стався заколот, внаслідок якого Норіхіро було відсторонено від посади і відправлено на заслання. Уесуги Норімаса отримав титул канто канрей і став 15-м головою роду Яманауті-Уесуґі.
Деякий час зовсім не займався справами, поринувши у розкоші та бенкети, довіривши керування своїм слугам. Але зрештою з огляду на падіння авторитету його титул канто канрей й посиленням сусідів вимушений був зайнятися підготовкою до боротьби. У 1541 році розпочалися бойові сутички з новим очільником клану Такеда — Сінгеном. На бік Норімаси, як офіційного представника влади сьогуна, перейшли деякі феодали провінції Сінано, але домогтися значних успіхів не зміг. Того ж року уклав союз з Уесуґі Томосада, головою роду Оґіґаяцу-Уесуґі. Невдовзі вони спробували захопити замки кавагое і Едо, проте невдало.
У 1544 році до них доєдналися Імаґава Йосімото, даймьо провінції Суруґа, і коґо-кубо Асікаґа Харуудзі. Цей союз було спрямовано проти Ходзьо Удзімаси, що посилився. У жовтні 1545 року об'єднане військо (кількість коливається в різних джерелах від 80 до 85 тис.) взяло в облогу замок Каваґое, який захищала залога у 3 тис. самураїв. У травні 1546 року Ходзьо Удзіясу у главі 8-тисячного війська прибув на допомогу. під час перемовин коаліціянти відкинули пропозицію Удзімаси укласти мир. В результаті нічної битви біля Каваґое Уесуґі Норімаса та його союзники зазнали важкої поразки. В результаті рід Оґіґаяцу-Уесуґі перестав існувати, а Уесуґі Норімаса зумів зберегти владу лише над провінцією Кодзуке.
У 1546 році Уесуґі Норімаса вирішив виправити ситуацію, захопивши провінцію Сінано у клану Такеда. На його бік перейшли деякі васали. Сам Норімаса рушив на допомогу союзникам, але зазнав поразки в битві при Одайхара ввід Такеда Сінгена. У 1551 році він зазнав нової поразки від Ходзе Удзіясу в битві біля Хараї, втративши останнє володіння — замок Хіра. З цим історія даймьо і співволодарів Канто з роду Яманоуті-Уесуґі припинилася.
В результаті Норімаса вимушений був тікати до провінції Етіґо, де дістав підтримку свого васала Наґао Каґетора. Втім, навзаєм 1557 року Уесуґі Норімаса змушений був всиновити Кагетора й надати йому титул дайсьо Етіґо. Протягом 1550-х років за допомогою названого сина намагався повернути володіння, але марно.
Зрештою відійшов від справ, приділяючи більше уваги бенкетам. У 1561 році Уесуґі Норімаса передав своєму названому синові титул канто канрей і своє прізвище в спадок. Наґао Катеора став зватися Уесуґі Кеншіном. Після цього ім'я Уесуґі Норімасана тривалий час зникає з записів.
У 1578 році після смерті Уесугі Кеншіна між його названими синами Каґетора і Каґекацу починається боротьба за владу. В ній Уесугі Норімаса підтримував першого. У 1579 році Кагетора зазнав поразки від Кагекацу. Норімаса разом з сином і Кагетора вирушив на перемовини до Кагекацу. У квітні того ж року в таборі останнього усіх було вбито.